# Jason Turner
Pour les articles homonymes, voir Turner.
Jason Turner (né le 31 janvier 1975, à Rochester, dans l'État de New York) est un tireur sportif au pistolet de nationalité américaine.

## Biographie
Né en 1975, Jason a commencé à tirer en compétition en 1987. En 1996, il passe de la carabine au tir au pistolet.
Turner tire en compétition au Rochester Rifle Club de 1987 à 1996. Il a tiré quatre ans à la carabine avant de changer pour le pistolet. Il passe son temps libre à jouer au softball et au golf.
Turner tire au pistolet à air comprimé, le 25 m, et le 50 m pistolet libre.
Avec deux championnats olympiques et plus d'une décennie d'expérience à son actif, Jason Turner a participé aux Jeux olympiques de 2008 à Pékin avec l’objectif de remporter deux médailles d'or. Il obtient finalement une médaille de bronze. Il fait aussi partie de l'équipe nationale américaine de tir au pistolet.
Il vit à Rochester, dans l'État de New York.

## Jeux olympiques 2008
Jason Turner participe à deux épreuves aux Jeux olympiques de 2008.
Il est classé 21e aux Jeux olympiques 2008 au pistolet libre 50 m.
Turner est initialement classé quatrième aux pistolets 10 m air comprimé, manquant pour seulement un point de remporter une médaille. Le Nord-Coréen Kim Jong Su a plus tard été contrôlé positif au propanolol, ce qui a entraîné son expulsion de la liste des résultats olympiques et la perte de sa médaille de bronze, pour cause de dopage.
Jason Turner, classé 4e, obtient ainsi la 3e place aux pistolets 10 m air comprimé, remportant la médaille de bronze initialement donnée au Nord-Coréen.

## Les grandes compétitions
(septembre 2008).
- 2010 : Participation au Championnat du Monde de Tir au pistolet à 50 mètres et à 10 mètres[2].
- 2008 : U.S. Olympic Team Trials for Shooting (Smallbore), first place in Men's Free Pistol, qualifying for a spot on the 2008 U.S. Olympic Team
- 2008 U.S. Olympic Team Trials (Airgun), 1st place, qualifying for a spot on the 2008 U.S. Olympic Team
- Victoire aux 'Pan American' en 2007, en pistolet air et pistolet libre.
- Champion des États-Unis en pistolet air Hommes et pistolet libre en 2007.
- Il remporte la médaille d'or aux Championnats nationaux en pistolet libre de 2006.
- Jeux olympiques de 2004 en hommes air et pistolet libre, où il se classe respectivement 36e et 18e.
- Finit deuxième de la finale Olympique en équipe Sélection et 'a spot' en équipe olympique de 2004.
- Médaille d'or et son quota aux Pan Am Games de 2003.
- Finit premier en pistolet libre et troisième en pistolet à air comprimé en 2003 au Match sélection du printemps.
- Classé premier en pistolet à air comprimé et troisième en pistolet libre lors des 'Fall Selection Match' en 2002.
- Membre en 2002 des Championnats du Monde par équipe en pistolet libre, air, et standard.
- Argent en air, pistolet libre et standard aux Championnats nationaux de 2002.
- Médaille d'argent en 2001 en pistolet libre aux Championnats nationaux.
- Classé septième à la Coupe du Monde d'Atlanta et sixième en pistolet libre aux Championnats d'Amérique.
- Aussi membre, en 2001, lors des Championnats d'Amérique, de l'équipe de pistolet libre qui remporta la médaille d'or.
- Médaille de bronze en 2000 en pistolet libre aux Championnats nationaux.
- Médaille de bronze en pistolet air en 2000 au grand prix de Toronto.
- Médaille d'or au pistolet air en 1999 au grand prix de Toronto.
- Médaille de bronze en 1997 aux Championnats nationaux en pistolet libre.
- Membre de la quatrième coupe du Monde des équipes (1996-2000) et de l'équipe lors des Championnats du Monde en 1998.